# جواز سفر تايواني
جواز سفر تايواني (بالصينية: 中華民國 護照؛ بالبينيين: تشونغهوا Zhōnghuá Mínguó hùzhào)  هو جواز السفر لمواطني جمهورية الصين، والمعروفة أيضا باسم تايوان .

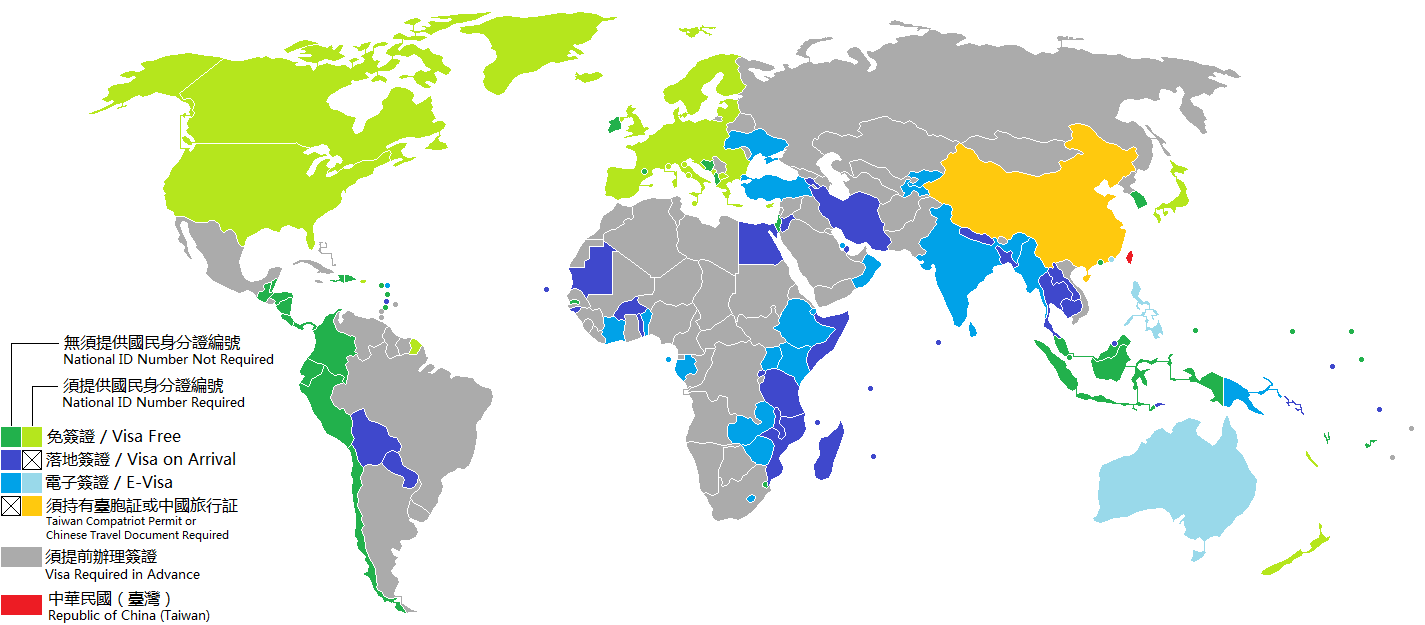
البلدان والأقاليم التي لا تفرض تأشيرة أو تطلب تأشيرة دخول عند الوصول للجهة، لحاملي جوازات السفر التايوانية العادية.

## إنظر أيضا
- متطلبات الحصول على تأشيرة لمواطني تايوان